# 小行星列表/401-500
| 名稱                           | 臨時編號 | 發現日期       | 發現地點   | 發現者                       |
| ------------------------------ | -------- | -------------- | ---------- | ---------------------------- |
| 小行星401Ottilia               | 1895 BT  | 1895年3月16日  | 海德堡     | 马克斯·沃夫                  |
| 小行星402苗神星（Chloë）       | 1895 BW  | 1895年3月21日  | 尼斯       | 奧古斯特·卡洛斯              |
| 小行星403湖神星（Cyane）       | 1895 BX  | 1895年5月18日  | 尼斯       | 奧古斯特·卡洛斯              |
| 小行星404Arsinoë               | 1895 BY  | 1895年6月20日  | 尼斯       | 奧古斯特·卡洛斯              |
| 小行星405Thia                  | 1895 BZ  | 1895年7月23日  | 尼斯       | 奧古斯特·卡洛斯              |
| 小行星406妙女星（Erna）        | 1895 CB  | 1895年8月22日  | 尼斯       | 奧古斯特·卡洛斯              |
| 小行星407蛛女星（Arachne）     | 1895 CC  | 1895年10月13日 | 海德堡     | 马克斯·沃夫                  |
| 小行星408聞神星（Fama）        | 1895 CD  | 1895年10月13日 | 海德堡     | 马克斯·沃夫                  |
| 小行星409妓女星（Aspasia）     | 1895 CE  | 1895年12月9日  | 尼斯       | 奧古斯特·卡洛斯              |
| 小行星410自然精靈星（Chloris） | 1896 CH  | 1896年1月7日   | 尼斯       | 奧古斯特·卡洛斯              |
| 小行星411Xanthe                | 1896 CJ  | 1896年1月7日   | 尼斯       | 奧古斯特·卡洛斯              |
| 小行星412Elisabetha            | 1896 CK  | 1896年1月7日   | 海德堡     | 马克斯·沃夫                  |
| 小行星413Edburga               | 1896 CL  | 1896年1月7日   | 海德堡     | 马克斯·沃夫                  |
| 小行星414Liriope               | 1896 CN  | 1896年1月16日  | 尼斯       | 奧古斯特·卡洛斯              |
| 小行星415Palatia               | 1896 CO  | 1896年2月7日   | 海德堡     | 马克斯·沃夫                  |
| 小行星416Vaticana              | 1896 CS  | 1896年5月4日   | 尼斯       | 奧古斯特·卡洛斯              |
| 小行星417Suevia                | 1896 CT  | 1896年5月6日   | 海德堡     | 马克斯·沃夫                  |
| 小行星418Alemannia             | 1896 CV  | 1896年9月7日   | 海德堡     | 马克斯·沃夫                  |
| 小行星419Aurelia               | 1896 CW  | 1896年9月7日   | 海德堡     | 马克斯·沃夫                  |
| 小行星420Bertholda             | 1896 CY  | 1896年9月7日   | 海德堡     | 马克斯·沃夫                  |
| 小行星421Zähringia             | 1896 CZ  | 1896年9月7日   | 海德堡     | 马克斯·沃夫                  |
| 小行星422Berolina              | 1896 DA  | 1896年10月8日  | 柏林       | 卡爾·古斯塔夫·伊特           |
| 小行星423Diotima               | 1896 DB  | 1896年12月7日  | 尼斯       | 奧古斯特·卡洛斯              |
| 小行星424Gratia                | 1896 DF  | 1896年12月31日 | 尼斯       | 奧古斯特·卡洛斯              |
| 小行星425Cornelia              | 1896 DC  | 1896年12月28日 | 尼斯       | 奧古斯特·卡洛斯              |
| 小行星426Hippo                 | 1897 DH  | 1897年8月25日  | 尼斯       | 奧古斯特·卡洛斯              |
| 小行星427Galene                | 1897 DJ  | 1897年8月27日  | 尼斯       | 奧古斯特·卡洛斯              |
| 小行星428Monachia              | 1897 DK  | 1897年11月18日 | 慕尼黑     | 瓦爾特·奧古斯丁·維利格       |
| 小行星429莲精星（Lotis）       | 1897 DL  | 1897年11月23日 | 尼斯       | 奧古斯特·卡洛斯              |
| 小行星430傲神星（Hybris）      | 1897 DM  | 1897年12月18日 | 尼斯       | 奧古斯特·卡洛斯              |
| 小行星431云神星（Nephele）     | 1897 DN  | 1897年12月18日 | 尼斯       | 奧古斯特·卡洛斯              |
| 小行星432谕女星（Pythia）      | 1897 DO  | 1897年12月18日 | 尼斯       | 奧古斯特·卡洛斯              |
| 小行星433爱神星（Eros）        | 1898 DQ  | 1898年 8月13日 | 柏林       | 卡爾·古斯塔夫·伊特           |
| 小行星434匈牙利星（Hungaria）  | 1898 DR  | 1898年9月11日  | 海德堡     | 马克斯·沃夫                  |
| 小行星435Ella                  | 1898 DS  | 1898年9月11日  | 海德堡     | 马克斯·沃夫、阿诺德·施瓦斯曼 |
| 小行星436Patricia              | 1898 DT  | 1898年9月13日  | 海德堡     | 马克斯·沃夫、阿诺德·施瓦斯曼 |
| 小行星437Rhodia                | 1898 DP  | 1898年7月16日  | 尼斯       | 奧古斯特·卡洛斯              |
| 小行星438Zeuxo                 | 1898 DU  | 1898年11月8日  | 尼斯       | 奧古斯特·卡洛斯              |
| 小行星439Ohio                  | 1898 EB  | 1898年10月13日 | 汉密尔顿山 | 埃德溫·福士特·柯丁頓         |
| 小行星440Theodora              | 1898 EC  | 1898年10月13日 | 汉密尔顿山 | 埃德溫·福士特·柯丁頓         |
| 小行星441Bathilde              | 1898 ED  | 1898年12月8日  | 尼斯       | 奧古斯特·卡洛斯              |
| 小行星442Eichsfeldia           | 1899 EE  | 1899年2月15日  | 海德堡     | 马克斯·沃夫、阿诺德·施瓦斯曼 |
| 小行星443Photographica         | 1899 EF  | 1899年2月17日  | 海德堡     | 马克斯·沃夫、阿诺德·施瓦斯曼 |
| 小行星444Gyptis                | 1899 EL  | 1899年3月31日  | 马赛       | 耶羅姆·尤金·科吉亞           |
| 小行星445Edna                  | 1899 EX  | 1899年10月2日  | 汉密尔顿山 | 埃德溫·福士特·柯丁頓         |
| 小行星446恆神星（Aeternitas）  | 1899 ER  | 1899年10月27日 | 海德堡     | 马克斯·沃夫、阿诺德·施瓦斯曼 |
| 小行星447Valentine             | 1899 ES  | 1899年10月27日 | 海德堡     | 马克斯·沃夫、阿诺德·施瓦斯曼 |
| 小行星448Natalie               | 1899 ET  | 1899年10月27日 | 海德堡     | 马克斯·沃夫、阿诺德·施瓦斯曼 |
| 小行星449Hamburga              | 1899 EU  | 1899年10月31日 | 海德堡     | 马克斯·沃夫、阿诺德·施瓦斯曼 |
| 小行星450Brigitta              | 1899 EV  | 1899年10月10日 | 海德堡     | 马克斯·沃夫、阿诺德·施瓦斯曼 |
| 小行星451忍神星（Patientia）   | 1899 EY  | 1899年12月4日  | 尼斯       | 奧古斯特·卡洛斯              |
| 小行星452Hamiltonia            | 1899 FD  | 1899年12月6日  | 汉密尔顿山 | 詹姆士·愛德華·凱勒           |
| 小行星453Tea                   | 1900 FA  | 1900年2月22日  | 尼斯       | 奧古斯特·卡洛斯              |
| 小行星454数学星（Mathesis）    | 1900 FC  | 1900年3月28日  | 海德堡     | 阿诺德·施瓦斯曼              |
| 小行星455Bruchsalia            | 1900 FG  | 1900年5月22日  | 海德堡     | 马克斯·沃夫、阿诺德·施瓦斯曼 |
| 小行星456Abnoba                | 1900 FH  | 1900年6月4日   | 海德堡     | 马克斯·沃夫、阿诺德·施瓦斯曼 |
| 小行星457Alleghenia            | 1900 FJ  | 1900年9月15日  | 海德堡     | 马克斯·沃夫、阿诺德·施瓦斯曼 |
| 小行星458Hercynia              | 1900 FK  | 1900年9月21日  | 海德堡     | 马克斯·沃夫、阿诺德·施瓦斯曼 |
| 小行星459Signe                 | 1900 FM  | 1900年10月22日 | 海德堡     | 马克斯·沃夫                  |
| 小行星460Scania                | 1900 FN  | 1900年10月22日 | 海德堡     | 马克斯·沃夫                  |
| 小行星461Saskia                | 1900 FP  | 1900年10月22日 | 海德堡     | 马克斯·沃夫                  |
| 小行星462Eriphyla              | 1900 FQ  | 1900年10月22日 | 海德堡     | 马克斯·沃夫                  |
| 小行星463Lola                  | 1900 FS  | 1900年10月31日 | 海德堡     | 马克斯·沃夫                  |
| 小行星464Megaira               | 1901 FV  | 1901年1月9日   | 海德堡     | 马克斯·沃夫                  |
| 小行星465Alekto                | 1901 FW  | 1901年1月13日  | 海德堡     | 马克斯·沃夫                  |
| 小行星466Tisiphone             | 1901 FX  | 1901年1月17日  | 海德堡     | 马克斯·沃夫、路易吉·卡內拉   |
| 小行星467Laura                 | 1901 FY  | 1901年1月9日   | 海德堡     | 马克斯·沃夫                  |
| 小行星468Lina                  | 1901 FZ  | 1901年1月18日  | 海德堡     | 马克斯·沃夫                  |
| 小行星469Argentina             | 1901 GE  | 1901年2月20日  | 海德堡     | 路易吉·卡內拉                |
| 小行星470Kilia                 | 1901 GJ  | 1901年4月21日  | 海德堡     | 路易吉·卡內拉                |
| 小行星471Papagena              | 1901 GN  | 1901年6月7日   | 海德堡     | 马克斯·沃夫                  |
| 小行星472Roma                  | 1901 GP  | 1901年7月11日  | 海德堡     | 路易吉·卡內拉                |
| 小行星473Nolli                 | 1901 GC  | 1901年2月13日  | 海德堡     | 马克斯·沃夫                  |
| 小行星474Prudentia             | 1901 GD  | 1901年2月13日  | 海德堡     | 马克斯·沃夫                  |
| 小行星475Ocllo                 | 1901 HN  | 1901年8月14日  | 阿雷基帕   | 迪萊爾·斯圖爾特              |
| 小行星476Hedwig                | 1901 GQ  | 1901年8月17日  | 海德堡     | 路易吉·卡內拉                |
| 小行星477Italia                | 1901 GR  | 1901年8月23日  | 海德堡     | 路易吉·卡內拉                |
| 小行星478Tergeste              | 1901 GU  | 1901年9月21日  | 海德堡     | 路易吉·卡內拉                |
| 小行星479Caprera               | 1901 HJ  | 1901年11月12日 | 海德堡     | 路易吉·卡內拉                |
| 小行星480Hansa                 | 1901 GL  | 1901年5月21日  | 海德堡     | 马克斯·沃夫、路易吉·卡內拉   |
| 小行星481Emita                 | 1902 HP  | 1902年2月12日  | 海德堡     | 路易吉·卡內拉                |
| 小行星482Petrina               | 1902 HT  | 1902年3月3日   | 海德堡     | 马克斯·沃夫                  |
| 小行星483Seppina               | 1902 HU  | 1902年3月4日   | 海德堡     | 马克斯·沃夫                  |
| 小行星484Pittsburghia          | 1902 HX  | 1902年4月29日  | 海德堡     | 马克斯·沃夫                  |
| 小行星485Genua                 | 1902 HZ  | 1902年5月7日   | 海德堡     | 路易吉·卡內拉                |
| 小行星486Cremona               | 1902 JB  | 1902年5月11日  | 海德堡     | 路易吉·卡內拉                |
| 小行星487Venetia               | 1902 JL  | 1902年7月9日   | 海德堡     | 路易吉·卡內拉                |
| 小行星488Kreusa                | 1902 JG  | 1902年6月26日  | 海德堡     | 马克斯·沃夫、路易吉·卡內拉   |
| 小行星489Comacina              | 1902 JM  | 1902年9月2日   | 海德堡     | 路易吉·卡內拉                |
| 小行星490Veritas               | 1902 JP  | 1902年9月3日   | 海德堡     | 马克斯·沃夫                  |
| 小行星491Carina                | 1902 JQ  | 1902年9月3日   | 海德堡     | 马克斯·沃夫                  |
| 小行星492Gismonda              | 1902 JR  | 1902年9月3日   | 海德堡     | 马克斯·沃夫                  |
| 小行星493Griseldis             | 1902 JS  | 1902年9月7日   | 海德堡     | 马克斯·沃夫                  |
| 小行星494Virtus                | 1902 JV  | 1902年10月7日  | 海德堡     | 马克斯·沃夫                  |
| 小行星495Eulalia               | 1902 KG  | 1902年10月25日 | 海德堡     | 马克斯·沃夫                  |
| 小行星496Gryphia               | 1902 KH  | 1902年10月25日 | 海德堡     | 马克斯·沃夫                  |
| 小行星497Iva                   | 1902 KJ  | 1902年11月4日  | 海德堡     | 雷蒙·史密斯·杜根             |
| 小行星498東京星（Tokio）       | 1902 KU  | 1902年12月2日  | 尼斯       | 奧古斯特·卡洛斯              |
| 小行星499Venusia               | 1902 KX  | 1902年12月24日 | 海德堡     | 马克斯·沃夫                  |
| 小行星500Selinur               | 1903 LA  | 1903年1月16日  | 海德堡     | 马克斯·沃夫                  |

| 上一頁： 301-400 | 小行星列表 401-500 | 下一頁： 501-600 |